# Masthorn

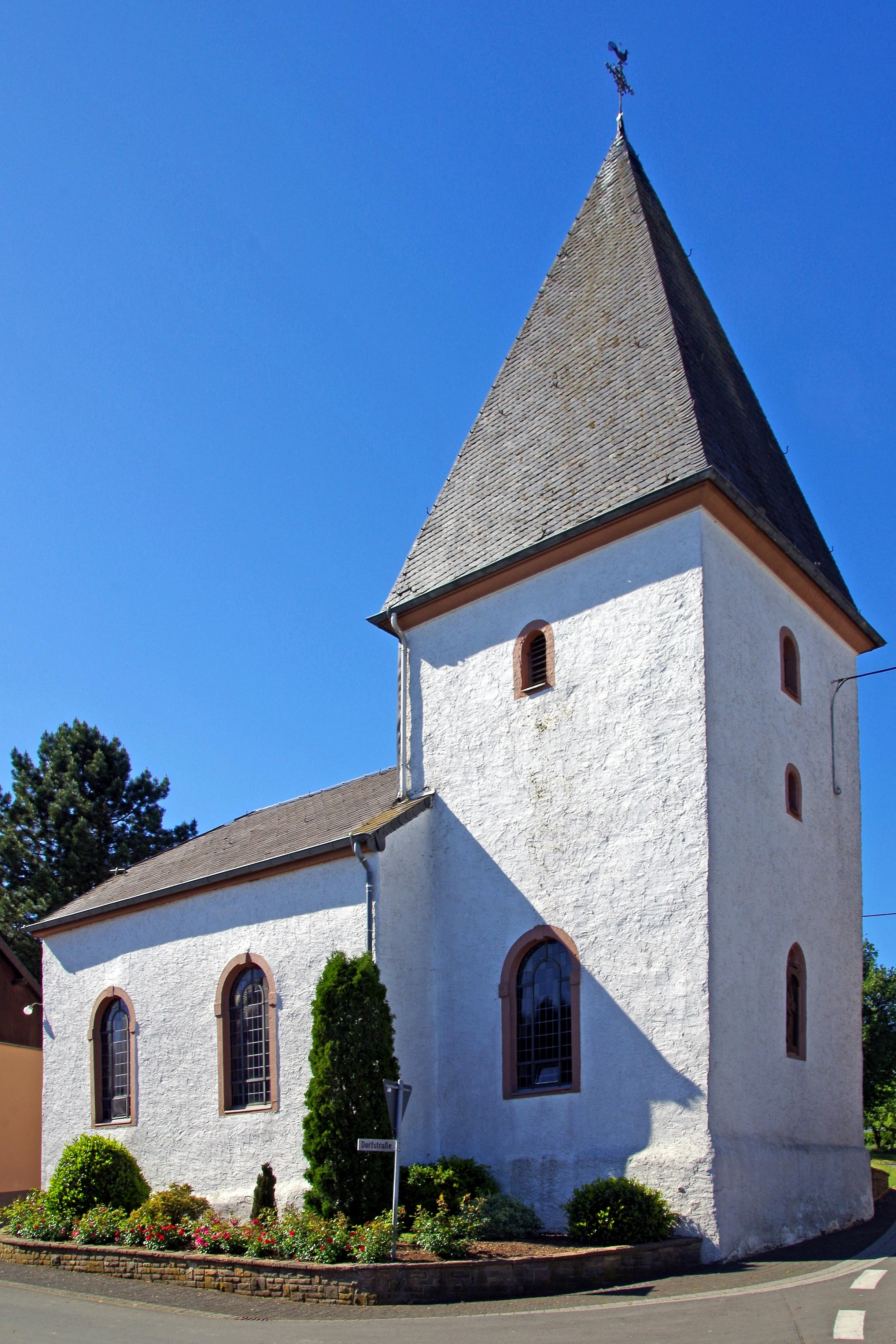
Kapelle St. Matthias u. Wendelinus

Masthorn ist eine Ortsgemeinde im Eifelkreis Bitburg-Prüm in Rheinland-Pfalz. Sie gehört der Verbandsgemeinde Prüm an.

## Geographie
Masthorn liegt drei Kilometer südwestlich von Pronsfeld und zehn Kilometer südwestlich der Stadt Prüm auf einem nach Osten zum Bierbach, einem Zufluss der Prüm und nach Süden zum Waldbierbach abfallenden Gelände. Die Ortschaft umfasst Höhenlagen zwischen 450 m ü. NHN und 480 m ü. NHN, westlich erhebt sich der Burgplatz (491 m ü. NHN). Naturräumlich ist das zur Hälfte bewaldete und in der Westeifel gelegene Gemeindegebiet  dreigeteilt: der südliche Abschnitt mit dem Hauptort lässt sich der Arzfelder Hochfläche zurechnen, der Nordosten dem Südlichen Schneifelvorland und ein nordwestlicher Teil der Leidenborner Hochfläche. Es umfasst am östlichen Rand auch einen Teil des Naturschutzgebiets Bierbachtal zwischen Hollnich und Masthorn.
Zu Masthorn gehören die Wohnplätze Masthornermühle (Waldmühle) und Rothenbüsch.
Die Ortschaft grenzt (im Uhrzeigersinn) an die Ortsgemeinden Habscheid, Pronsfeld, Lünebach, Euscheid und Üttfeld.

## Geschichte
Masthorn gehörte bis zum Ende des 18. Jahrhunderts zum Kondominium Pronsfeld, einem Gebiet mit gemeinsamer Landeshoheit des Kurfürstentums Trier und des Herzogtums Luxemburg.
Die Inbesitznahme des Linken Rheinufers durch französische Revolutionstruppen beendete die alte Ordnung. Der Ort wurde von 1798 bis 1814 Teil der Französischen Republik (bis 1804) und anschließend des Französischen Kaiserreichs, zugeordnet der Mairie Habscheid im Arrondissement Bitbourg (Bitburg) des Wälderdepartements. Nach der Niederlage Napoleons kam Masthorn aufgrund der 1815 auf dem Wiener Kongress getroffenen Vereinbarungen zum Königreich Preußen und gehörte nun zum Kreis Prüm des Regierungsbezirks Trier, der 1822 Teil der neu gebildeten preußischen Rheinprovinz wurde. Aus der Mairie wurde eine Bürgermeisterei, die 1927 in Amt umbenannt und 1933 – zusammen mit anderen Ämtern – im vergrößerten Amt Bleialf aufging.
Als Folge des Ersten Weltkriegs war die gesamte Region dem französischen Abschnitt der Alliierten Rheinlandbesetzung zugeordnet. Nach dem Zweiten Weltkrieg wurde Masthorn innerhalb der französischen Besatzungszone Teil des damals neu gebildeten Landes Rheinland-Pfalz.

## Bevölkerung
Die Entwicklung der Einwohnerzahl von Masthorn, die Werte von 1871 bis 1987 beruhen auf Volkszählungen:
| Jahr | Einwohner |
| ---- | --------- |
| 1815 | 79        |
| 1835 | 80        |
| 1871 | 108       |
| 1905 | 84        |
| 1939 | 98        |
| 1950 | 88        |

| Jahr | Einwohner |
| ---- | --------- |
| 1961 | 79        |
| 1970 | 94        |
| 1987 | 76        |
| 2005 | 69        |
| 2011 | 59        |
| 2017 | 56        |

## Politik

### Bürgermeister
Theo Richertz wurde am 21. August 2019 Ortsbürgermeister von Masthorn. Da bei der Direktwahl am 26. Mai 2019 kein gültiger Wahlvorschlag eingereicht wurde, oblag die Neuwahl des Bürgermeisters dem Rat, der sich auf seiner konstituierenden Sitzung für Richertz entschied. Er wurde im Juni 2024 wiedergewählt.
Der Vorgänger von Richertz, Gerhard Lenz, hatte das Amt von 2001 bis 2019 ausgeübt.

## Sehenswürdigkeiten

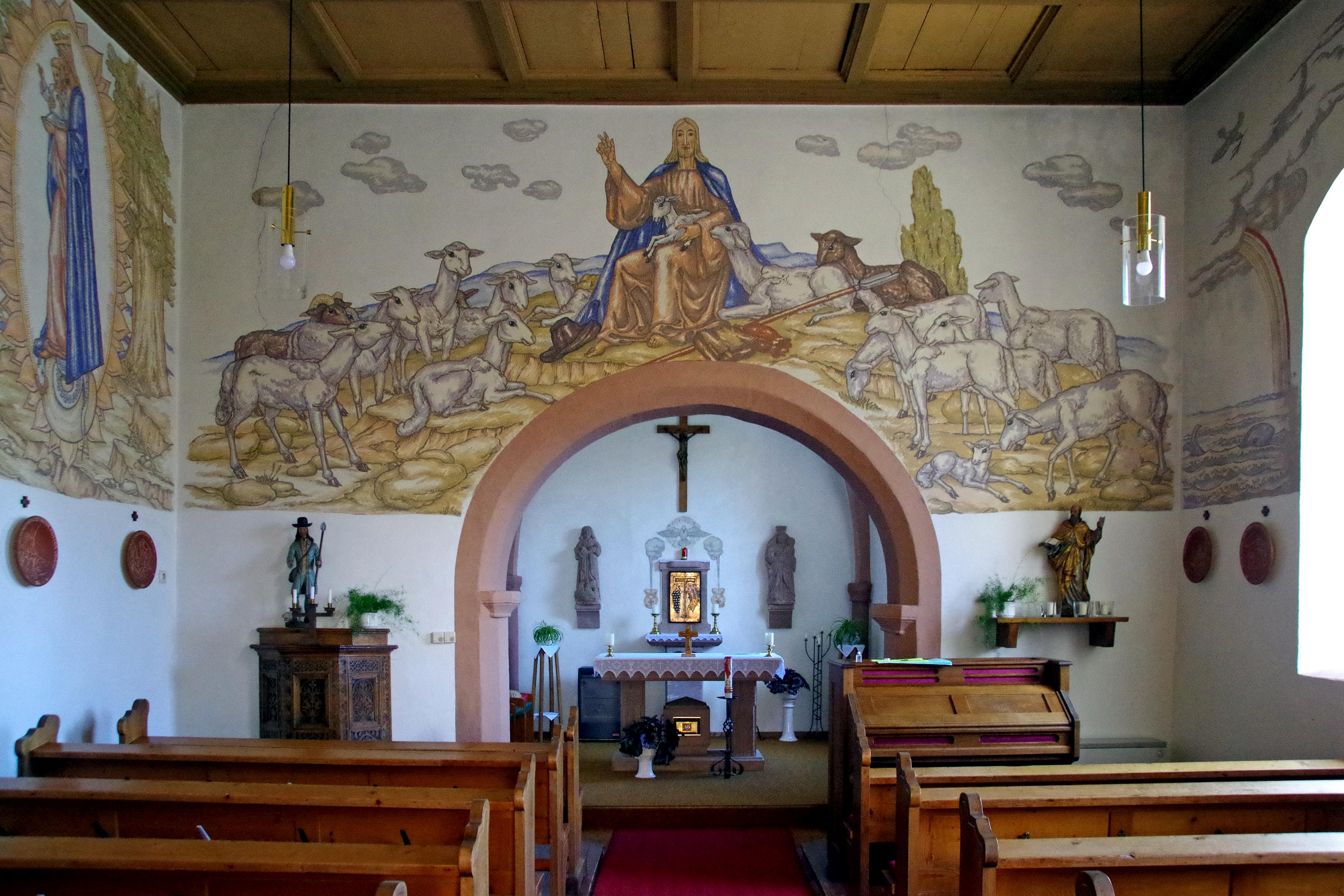
Kapelle St. Matthias und Wendelin  aus dem 16. Jahrhundert mit einem spätgotischen Kreuzrippengewölbe und einem hölzernen Säulenaltar  - Innenraum nach Osten
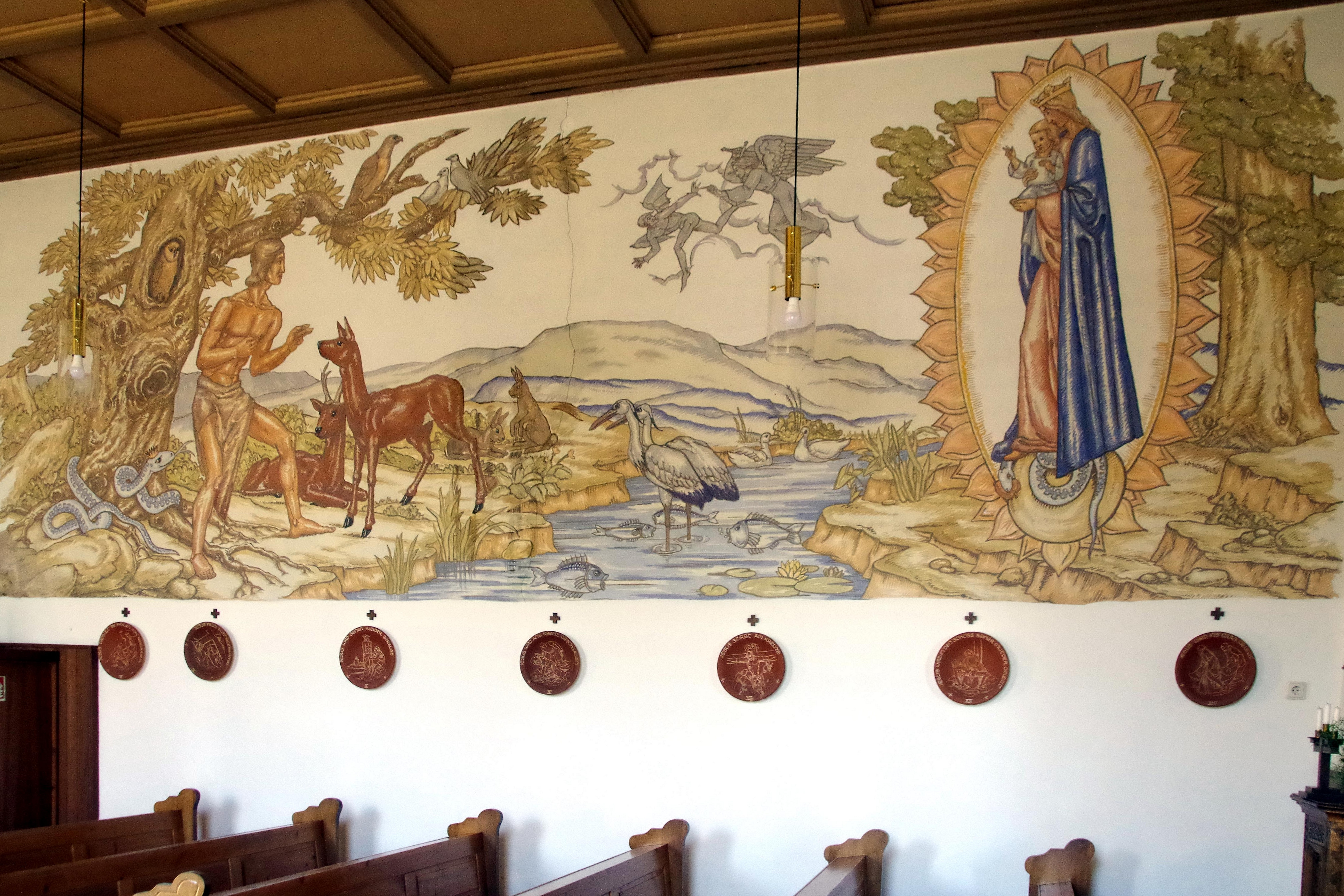
Ausmalung
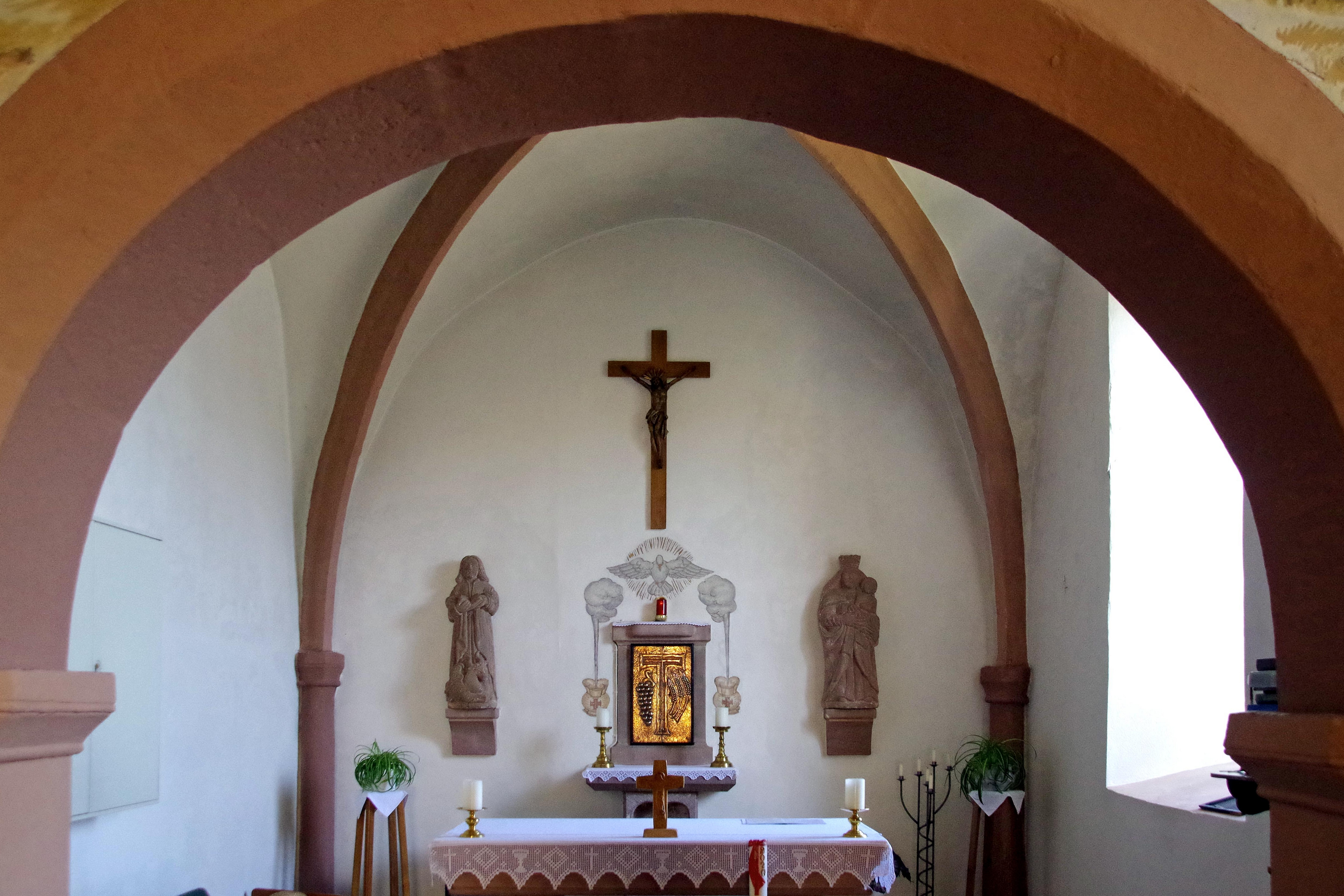
Chorturm, Altarraum
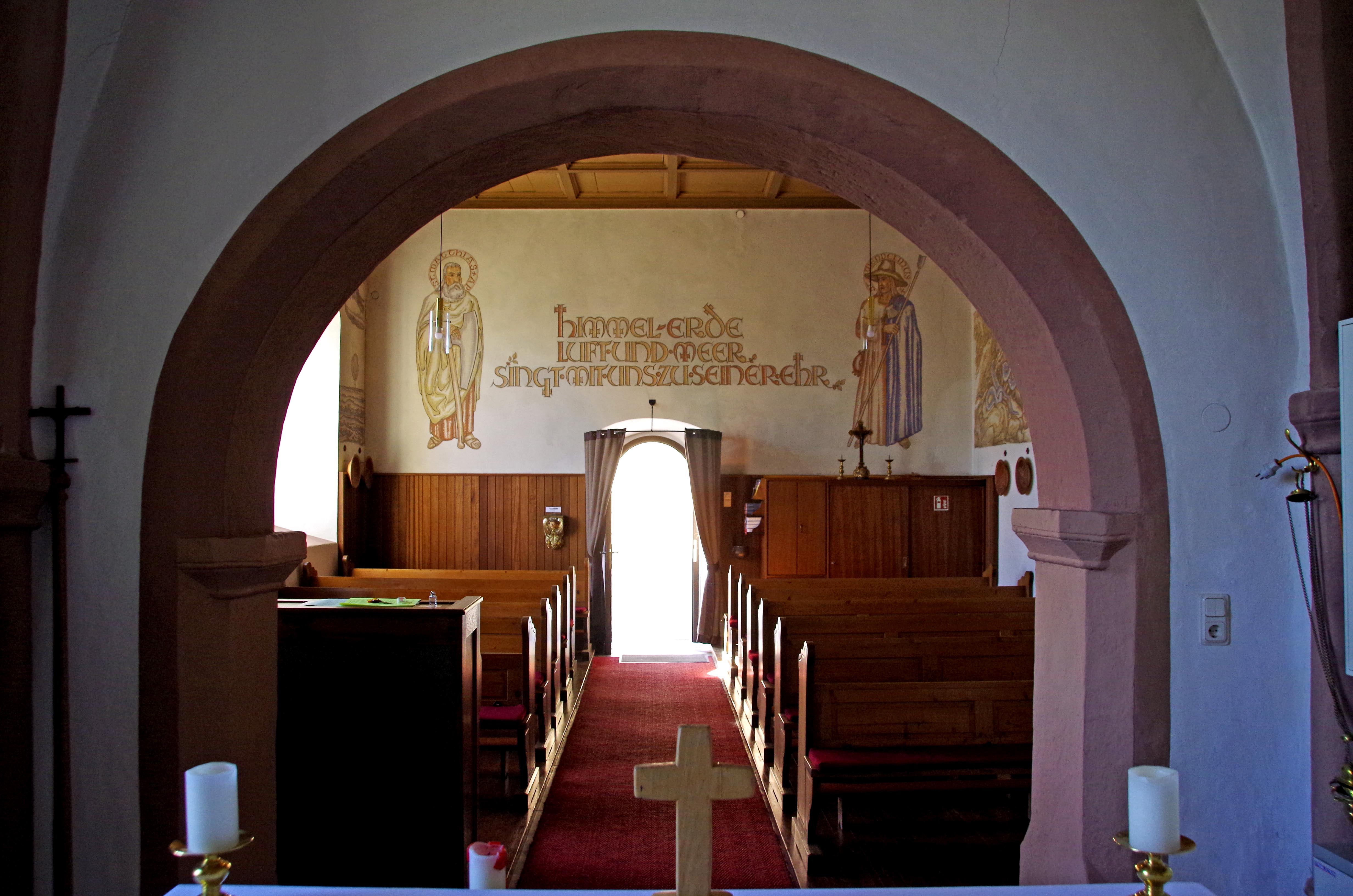
Innenraum nach Westen
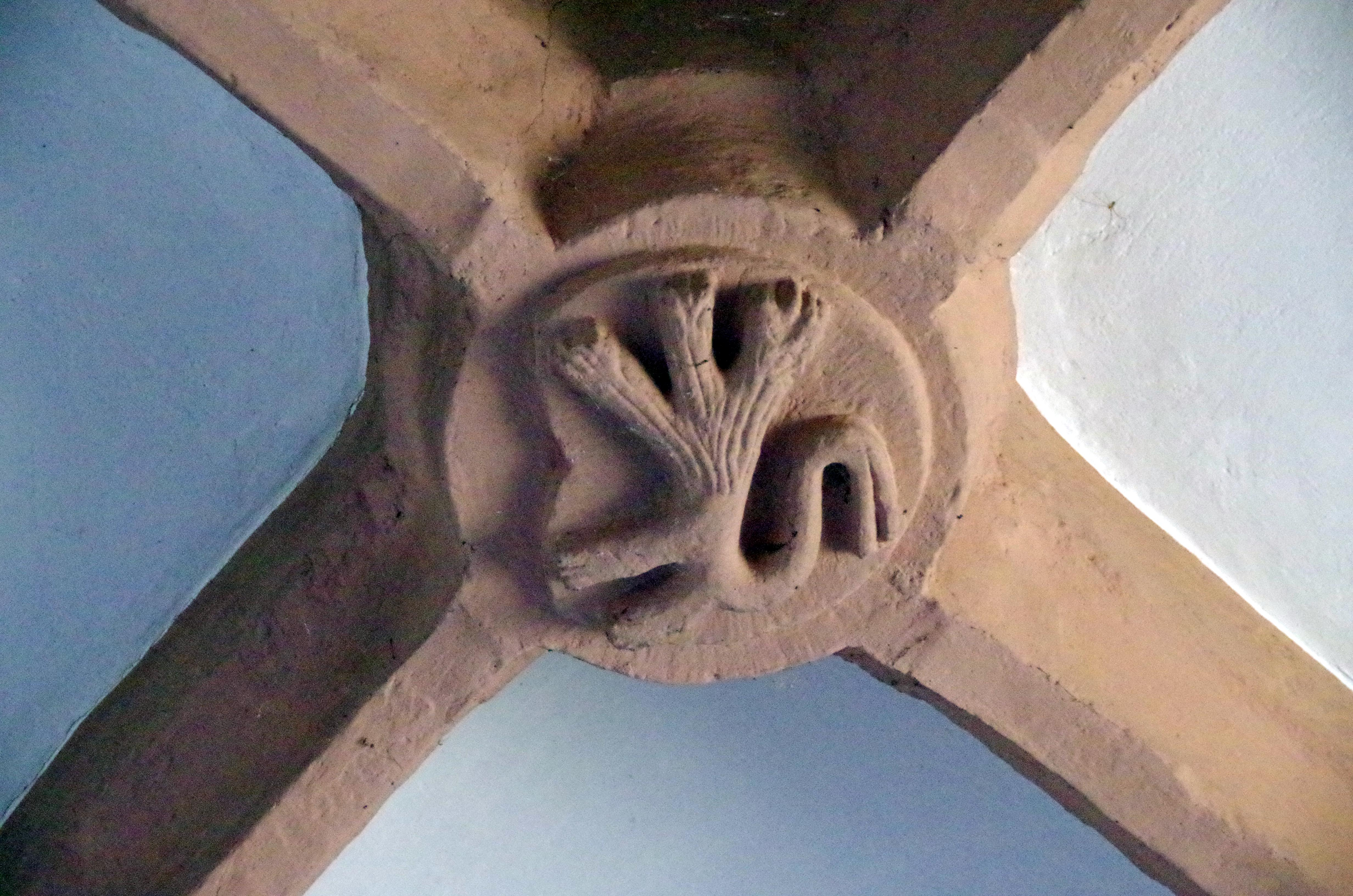
Schlussstein
  - Ausmalung
  - Chorturm, Altarraum 
  - Innenraum nach Westen
  - Schlussstein

Siehe auch: Liste der Kulturdenkmäler in Masthorn

## Verkehr
Masthorn liegt an der Kreisstraße 116, die in südöstlicher Richtung nach Lünebach und zur Bundesstraße 410 führt, in nordwestlicher zwischen den Habscheider Ortsteil Hollnich und dem Hof Hallert in die K 108 mündet. Im Ort zweigt die K 58 nach Südwesten ab.